# Generalpolkovnik (Wehrmacht)
Generalpolkovnik (izvirno nemško Generaloberst) je bil generalski čin v nemškem Heeru (kopenski vojski) in Luftwaffe (vojnemu letalstvu).
Nižji čin je bil general, medtem ko je bil višji feldmaršal. V drugi veji Wehrmachta (Kriegsmarine) mu je ustrezal čin generaladmirala, medtem ko mu je v Waffen-SS ustrezal čin SS-Oberstgruppenführerja.

## Oznaka čina

### Heer
Oznaka čina  je bila sledeča:
- naovratna oznaka čina (t. i. Litzen) je bila enaka za vse častnike in sicer stiliziran hrastov list z dvema paroma listnih žil na rdeči podlagi;
- naramenska oznaka čina je bila sestavljena iz štirih prepletenih (zlatih in belih) vrvic in treh zvezdic, ki so bile pritrjene na rdečo podlago;
- narokavna oznaka čina (na zgornjem delu rokava) za maskirno uniformo je bila sestavljena iz ene zlate črte in enega para stiliziranih hrastovih listov na črni podlagi.

Galerija
- Naovratna oznaka čina
- Narokavna oznaka čina

### Luftwaffe
Oznaka čina  je bila sledeča:
- naovratna oznaka čina je bila sestavljena iz: velikega zlatega hrastovega venca, znotraj katerega se je nahajala nacionalna oznaka Luftwaffe, pri čemer je bila oznaka obrobljena z zlato vrvico;
- naramenska oznaka čina je bila sestavljena iz štirih prepletenih (zlatih in belih) vrvic in treh zvezdic, ki so bile pritrjene na rdečo podlago;
- narokavna oznaka čina (na zgornjem delu rokava) za bojno uniformo je bil z velikim zlatim hrastovim vencem obrožena nacionalna oznaka Luftwaffe na modri podlagi.

Galerija
- Naovratna oznaka čina
- Osnovna naramenska oznaka čina
- Narokavna oznaka čina

## Seznam generalpolkovnikov

#### Heer
1. Wilhelm Adam (1877–1949)
2. Hans-Jürgen von Arnim (1889–1962)
3. Ludwig Beck (1880–1944)
4. Johannes Blaskowitz (1883–1948)
5. Eduard Dietl (1890–1944)
6. Friedrich Dollmann (1882–1944)
7. Nikolaus von Falkenhorst (1885–1968)
8. Johannes Frießner (1892–1971)
9. Werner von Fritsch (1880–1939)
10. Friedrich Fromm (1888–1945)
11. Heinz Guderian (1888–1954)
12. Curt Haase (1881–1943)
13. Franz Halder (1884–1972)
14. Kurt Freiherr von Hammerstein-Equord (1878–1943)
15. Josef Harpe (1887–1968)
16. Gotthard Heinrici (1886–1971)
17. Walter Heitz (1878–1944)
18. Carl Hilpert (1888–1948)
19. Karl-Adolf Hollidt (1891–1985)
20. Erich Hoepner (1886–1944)
21. Hermann Hoth (1885–1971)
22. Hans-Valentin Hube (1890–1944)
23. Erwin Jaenecke (1890–1960)
24. Alfred Jodl (1890–1946)
25. Georg Lindemann (1884–1963)
26. Eberhard von Mackensen (1889–1969)
27. Erhard Raus (1889–1956)
28. Georg-Hans Reinhardt (1887–1963)
29. Lothar Rendulic (1887–1971)
30. Richard Ruoff (1883–1967)
31. Hans von Salmuth (1888–1962)
32. Rudolf Schmidt (1886–1957)
33. Eugen Ritter von Schobert (1883–1941)
34. Adolf Strauß (1879–1973)
35. Heinrich Gottfried von Vietinghoff-Scheel (1887–1952)
36. Walter Weiß (1890–1967)
37. Kurt Zeitzler (1895–1963)

#### Luftwaffe
1. Otto Deßloch (1889–1977)
2. Ulrich Grauert (1889–1941)
3. Hans Jeschonnek (1899–1943)
4. Alfred Keller (1882–1974)
5. Günther Korten (1898–1944)
6. Alexander Löhr (1885–1947)
7. Bruno Loerzer (1891–1960)
8. Günther Rüdel (1883–1950)
9. Kurt Student (1890–1978)
10. Hans-Jürgen Stumpff (1889–1968)
11. Ernst Udet (1896–1941)
12. Hubert Weise (1884–1950)